# Marinus Adrianus Koekkoek cel Tânăr
Marinus Adrianus Koekkoek cel Tânăr (n. 29 ianuarie 1873, Amsterdam, Țările de Jos – d. 30 mai 1944, Amsterdam, Reichskomisariatul Niederlande) a fost un acuarelist, pastelist și desenator neerlandez care a pictat animale (în special păsări), dar și peisaje. Este numit „cel tânăr”, iar în unele surse „al II-lea”, pentru a-l deosebi de fratele bunicului său⁠(d).

## Biografie
Marinus Adrianus Koekkoek provine din familia de pictori Koekkoek⁠(d). Artistul a fost primul dintre cei doi fii ai pictorului Willem Koekkoek⁠(d) cu Johanna Hermina, precum și nepotul pictorului Hermanus Koekkoek cel Bătrân⁠(d) și strănepotul pictorului Johannes Hermanus Koekkoek⁠(d). Fratele său a fost pictorul Hermanus Willem Koekkoek⁠(d). A învățat să picteze sub îndrumarea tatălui. A lucrat în Amsterdam din 1888 până la moartea sa în 1944.
Koekkoek a creat acuarele pentru două serii a câte douăsprezece manuale școlare de științe din Țările de Jos:
- „În țara noastră”: Das Naardermeer (Naardermeer), Auf der Wiese (Sub învelișul ierbos), Im Graben und im Teich (În văgăună și în lac), Süßwasserfische (Pești de apă dulce), In der Nordsee (În Marea Nordului), Winter-Vögel (Păsări de iarnă), Der Strand (Plaja), In den Dünen (Pe dune), An den Ruinen (Printre ruine), Auf dem Fluss (La râu), Auf der Heide (În paragină) și In den Wäldern (În pădure).
- „În afara țării noastre”: Die Bewohner der Karpaten (Viețuitorii Carpaților), Umgeben von Schnee und Eis (Înconjurați de zăpadă și gheață), In einem deutschen Bergwald (Într-o pădure de munte din Germania), In der Region des Oberen Nils (În regiunea Nilului superior), Am Rande der Kalahari (La marginea Kalahari), Unter den Dattelpalmen (Sub palmierii de curmale), Nordamerikanische Waldbewohner (Pădurarii Americii de Nord), Im brasilianischen Dschungel (În jungla braziliană), In der Sibirischen Ebene (În câmpia siberiană), Borneo (Borneo), Im Dschungel (În junglă) și Die australische Fauna (Fauna australiană).

Koekkoek a realizat ulterior încă douăsprezece acuarele pentru seria revizuită „În țara noastră”. Mai târziu a lucrat timp de 20 de ani la Rijksmuseum van Oudheden⁠(d) (Muzeul Național de Antichități) din Leiden, unde a executat ilustrații academice.
A fost acuzat pe nedrept că ar fi fost autorul unor afișe propagandistice naziste în anii celui de-al doilea război mondial. În 2011 s-a demonstrat că aceste lucrări sunt, de fapt, opera fiului său, Cornelis Koekkoek⁠(d).
În 1944, Koekkoek a produs o serie de motive de cărți poștale pentru Grădina zoologică Artis⁠(d) din Amsterdam.

## Lucrări (selecție)

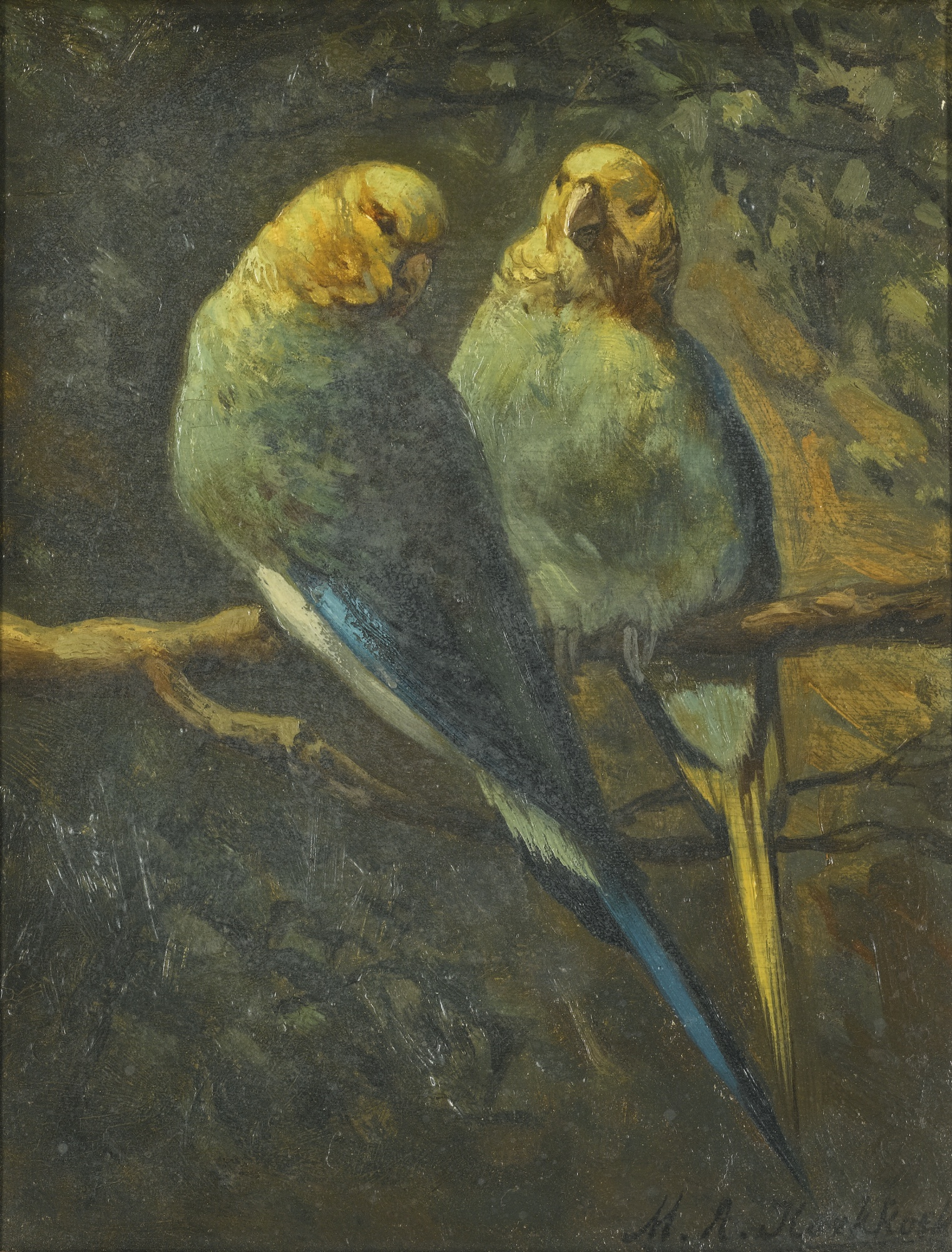
Papagali, circa 1890
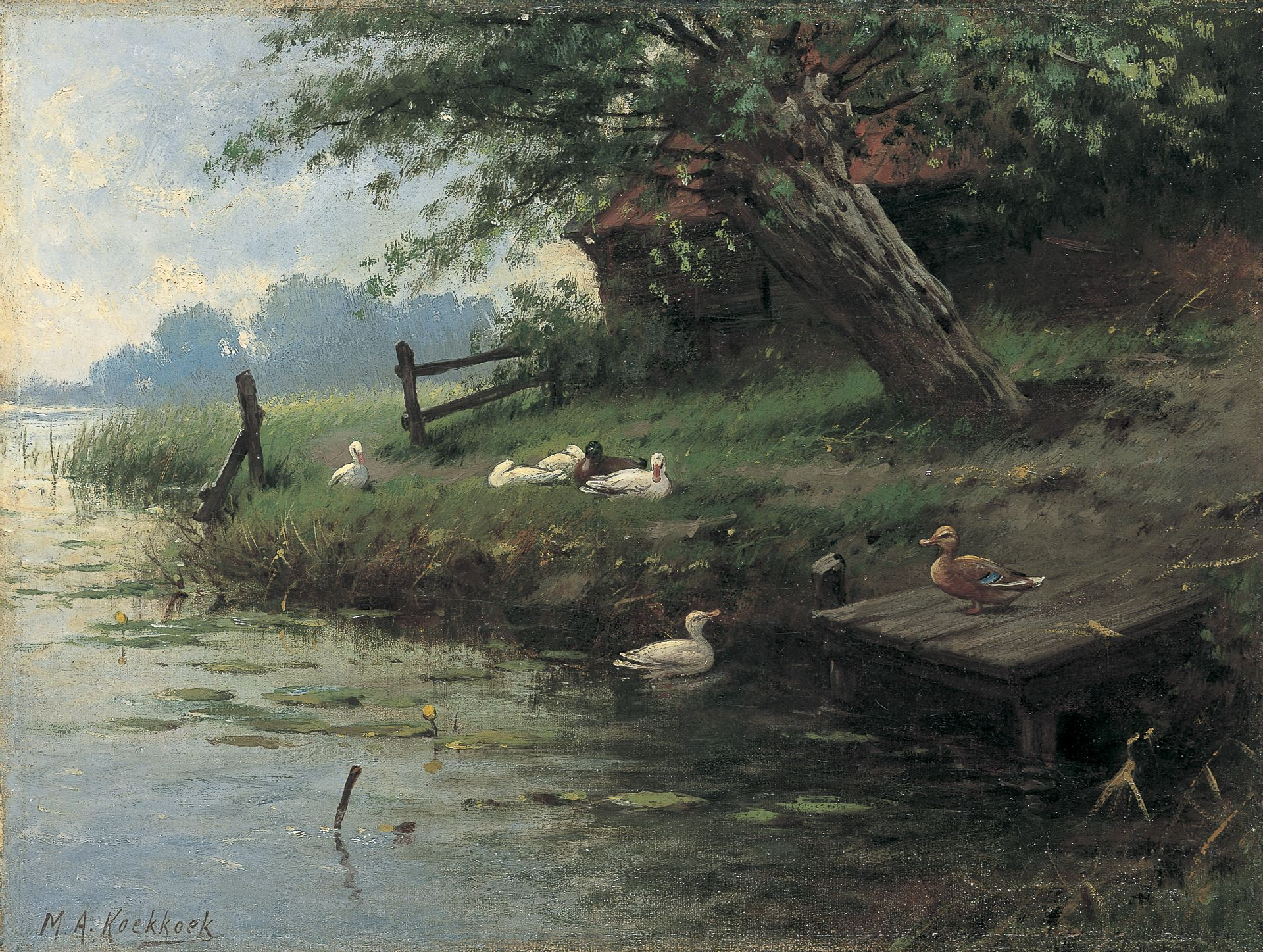
Rațe, circa 1920
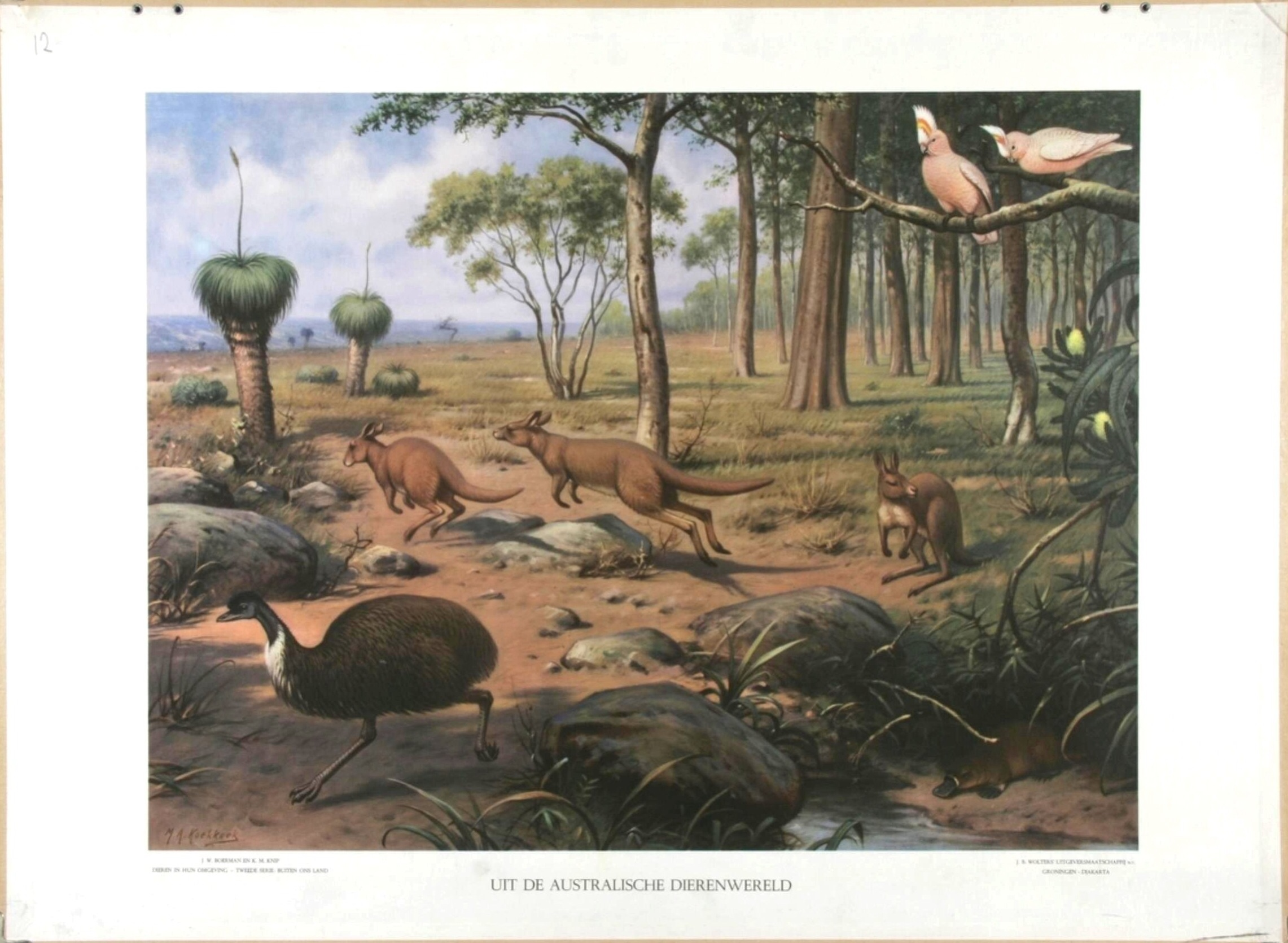
Animale în mediul lor – Australia, 1910-1920
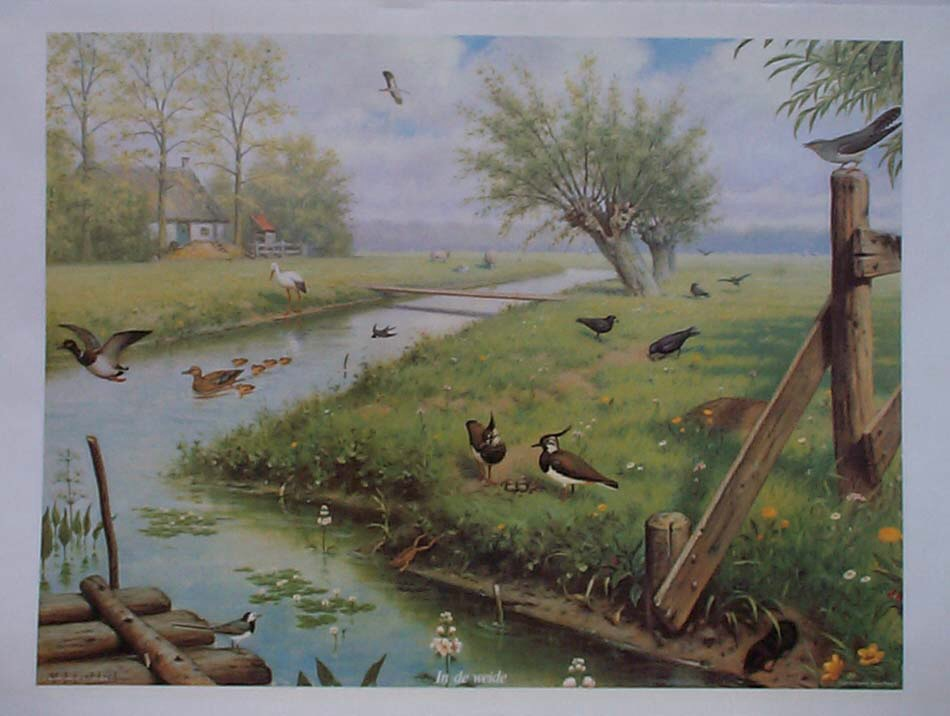
La pășune, circa 1910

## Recunoaștere și memorie
Specia de șarpe Malayotyphlops koekkoeki (sin. Typhlops koekkoeki), al cărei areal este insula indoneziană Bunyu⁠(d) de lângă coasta de nord-est a Borneo, a fost numită în memoria lui Marinus Adrianus Koekkoek cel Tânăr.